# مورچه‌مرغ چهچهه‌زن روندونیا
مورچه‌مرغ چهچهه‌زن روندونیا (نام علمی: Hypocnemis ochrogyna) نام یک گونه از سرده چهچهه‌زن‌ها است.